# Tiberius római császár
Tiberius Caesar Augustus, általánosan elterjedt néven Tiberius császár, született Tiberius Claudius Nero, majd Augustus általi örökbefogadásától Tiberius Iulius Caesar (Fondi, Itália/Róma, Kr. e. 42. november 16. – Misenum, Kr. u. 37. március 16.), a Római Birodalom második császára, a népszerű Augustus császár fogadott fia volt. 23 éven keresztül ült a császári trónon, 14-től haláláig.
Ő tekinthető a Julius-Claudius dinasztia igazi megalapítójának, mivel apja, Tiberius Claudius Nero és édesanyja, Livia Drusilla révén a Claudia gens tagja volt, azonban miután Augustus örökbe fogadta, bekerült a Iuliusok közé. Utódai mind a két család leszármazottai voltak.
Tiberius 55 évesen került trónra. A hatalmi helyzet változásai és az elszenvedett sérelmek kiégett, mizantróp öregemberré tették, aki talán nem is akart trónra jutni. Uralmát hosszú ideig a teljhatalmú praefectus praetorio, Lucius Aelius Seianus terrorja jellemezte, míg a császár kivonta magát a napi politikából, és idejét kéjlakában múlatta Capri szigetén.

## Ifjúkora
Tiberius Claudius Nero a nemes Claudius nemzetségbe született Kr. e. 42-ben, így predesztinálva volt a politikai pályára. Azonban a senatus vezette Római Köztársaság, mely már egy évszázada gyenge lábakon állt, zsenge ifjúkorában végleg összeomlott, Octavianus pedig – a republikánus külsőségeket megtartva – egyeduralmat vezetett be. Tiberius számára sorsdöntő volt az a lépés, hogy hároméves korában, Kr. e. 39-ben anyja, Livia elvált apjától, és az eljövendő princepshez ment feleségül. Tiberius és a válás után született öccse, Nero Claudius Drusus vér szerinti apjánál maradt annak haláláig.
Ebben az időszakban patriciusfihoz méltó, azaz meglehetősen eseménytelen életet élt. Kr. e. 32-ben, kilencéves korában tartotta meg első közszereplését, amikor édesapja temetésén mondott beszédet. Kr. e. 29-ben már részt vett – méghozzá előkelő helyen, mostohaapja balján a győzelmi fogatban – Octavianus diadalmenetén, amit a Marcus Antonius és VII. Kleopátra felett aratott actiumi győzelem és Egyiptom meghódítása megünneplésére tartott. Politikai pályára Kr. e. 24-ben lépett, amikor is quaestori rangban szolgált, és a törvényileg előírt életkor betöltése előtt öt évvel pályázhatott praetorságra és consulságra.

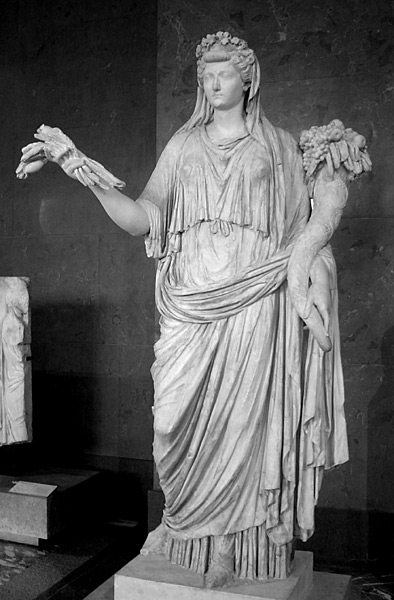
Livia anyacsászárné nagy befolyással volt fiára

## Tiberius, a hadvezér
Augustus hamarosan a keleti provinciákba küldte mostohafiát, ahol hatalmas hadi sikert aratott Kr. e. 20-ban: visszaszerezte a parthusoktól a Crassus, Decidius Saxa és Marcus Antonius hadjáratain zsákmányolt legio csapatjelvényeket, a sasokat. Sikerére való tekintettel a senatus megszavazta neki a praetori rangot, Kr. e. 13-ban pedig consullá választották. Ő azonban közben sem tétlenkedett: az Alpokban vezette a barbár törzsek elleni harcokat öccsével karöltve. A testvérpár remek hadvezéri képességeit többször kamatoztatta, amivel biztosították a birodalom számára Raetia és Noricum provinciát.
Ekkoriban nem csak hivatali, hanem magánélete is felfelé ívelt: kölcsönös szerelemben élt feleségével, Vipsania Agrippinával, Augustus örök barátja és legjobb hadvezére, Marcus Vipsanius Agrippa lányával. Feltehetően Kr. e. 20-ban vagy 19-ben házasodtak össze, és Tiberius consuli évében született meg közös gyermekük, Julius Caesar Drusus.
A hadvezér sorsa Agrippa Kr. e. 12-ben bekövetkezett halálával fordult rosszra, amikor Augustus parancsára el kellett válnia feleségétől, hogy elvegye a princeps lányát, Agrippa özvegyét, Iulia Caesarist. E második házassága boldogtalan és gyermektelen volt. Vipsaniát felsőbb utasításra nem is láthatta többé. Hiába emelkedett szinte hivatalos örökösjelöltté, Tiberius megkeseredett. Hadvezérként viszont továbbra is bizonyított: fontos hadvezéri funkciókat töltött be igen sikeresen Kr. e. 12 és Kr. e. 6 között Pannoniában és Germaniában.

## Augustus örököse
Tiberius ismét consul volt Kr. e. 7 folyamán, majd a következö évben öt évre elnyerte a néptribunusi hatalmat (tribunicia potestas) és a keletre szóló imperium proconsulare maiust, azaz rendkívüli főhatalmat. A gyakorlatilag társcsászárságnak megfelelő kinevezések azt látszottak bizonyítani, hogy Tiberius lesz a princeps örököse, hiszen a veje, emellett a birodalom egyik legjobb hadvezére volt, és valóban részt kapott a császári hatalomból. Ha Tiberius bizakodva tekintett a jövőbe, úgy keserűen csalódnia kellett.
Közben ugyanis a felnőttkor küszöbére érkezett Caius és Lucius Caesar, Augustus Iuliától és Agrippától származó két unokája, akiket a császár nyíltan az előtérbe helyezett. Ráadásul gyűlölt felesége, Iulia is hírhedten erkölcstelen életet élt. Tiberius Kr. e. 6-ban inkább önkéntes száműzetésbe vonult Rodosz szigetére, Rómában hagyva a megvádolt Iuliát. Főhatalmával személyesen nem élt, hanem alárendeltjeivel igazgatta a gondjára bízott területeket. Mindezzel érthetően kivívta Augustus ellenszenvét, aki a híradások szerint egyébként sem kedvelte valójában magának való mostohafiát. Ebben közrejátszhatott a féltékenység is Tiberius hadvezéri sikereire – ez volt ugyanis az egyetlen olyan terület, ahol Augustus nem tudott sokat felmutatni.
A Rodoszon idejét filozofálgatással és verseléssel töltő Tiberius helyzete igencsak megrendült az udvarban. Kr. e. 1-ben meg sem újították tribunusi és proconsuli főhatalmát. Tacitus szerint ekkor már maga is tisztában volt veszedelmes helyzetével, és várta a hajót, amely a kivégzésére hoz parancsot. A hajó azonban másféle híreket hozott 2-ben. Iuliáról már Kr. e. 2-ben bebizonyosodott, hogy valóban erkölcstelen, parázna életet élt (Tiberius azonnal el is vált tőle), és ami még fontosabb, Lucius Caesar tragikusan fiatalon elhunyt Massiliában. Tiberius végre hazatérhetett – ebben Livia császárnénak kétségkívül jelentős szerepe volt – igaz, két évig magánemberként élte életét.
4-ben a Tiberius hazatéréséért szintén közbenjáró másik mostohafia, Caius Caesar is elhunyt. Augustusnak csak két számításba vehető örökösjelöltje maradt: Tiberius (akinek öccse, Drusus még Kr. e. 9-ben meghalt a germán határon) és Agrippa Postumus, Caius és Lucius öccse, Agrippa és Julia harmadik, a hadvezér halála után született fia. Augustus mindkettejüket örökbe fogadta, ám egyúttal kötelezte Tiberiust, hogy adoptálja unokaöccsét, a Drusustól származó Germanicust, aki rendkívül tehetséges és népszerű hadvezérnek bizonyult. Ezzel kialakított egy új örökösödési sorrendet, amiben Tiberius természetes fia hátrébb állt a sorban, mint kénytelenségből örökbefogadott unokaöccse.
Tiberius pozícióinak megerősödésében nagy szerepe volt annak, hogy katonai téren fellegek gyülekeztek a birodalom felett: a nemrég meghódított Pannonia illír lakossága fellázadt, és a hatalmas erejű mozgalom létében fenyegette a Római Birodalmat. Hosszú idő óta ekkor ismét a sorozás eszközéhez folyamodtak.
4-től egészen Augustus 14-es haláláig egyértelműen Augustus örököse volt: örökbefogadásával párhuzamosan ismét felruházták a tribunusi és proconsuli hatalommal, amelyeket 13-ban Augustusével egyenértékűnek ismertek el. Ezzel gyakorlatilag Tiberius Augustus társcsászára lett, és amikor 14. augusztus 19-én a principatus megteremtője jobblétre szenderült, kérdés sem férhetett hozzá, hogy mostohafia fogja követni a trónon.

## Tiberius uralkodása

### Kezdeti nehézségek
Amikor elterjedt Augustus halálhíre, a dunai és rajnai legiók fellázadtak kedvezőbb végkielégítést, magasabb zsoldot, rövidebb szolgálatot és jobb bánásmódot követelve. Sőt mi több, a germaniai határt védő katonaság Tiberius helyett fogadott fiát, Germanicust akarta trónra tenni. Az új császár helyzetének megszilárdulásában nagy szerepet játszott unokaöccse lojalitása, aki lecsendesítette a lázongást. A katonaság felkelése volt az első jele Tiberius népszerűtlenségének, amely az utókor körében is megmaradt, sőt erősödött is. A legnagyobb történetírók (Tacitus, és feltehetően hatására Suetonius és Cassius Dio) az államhatalmat rendőrállami eszközökkel megerősítő császárt alattomos, kegyetlen zsarnokként tüntették fel, emellett megemlékeztek öregkorára jellemző erkölcstelen, pedofil kicsapongásairól. A másik végletet, a kritikátlan hódolatot képviselte a császár udvari történetírója, Velleius Paterculus.
A senatus szeptember 18-án ismerte el hivatalosan is Tiberius öröklését azzal, hogy megszavazta számára a nemrég istenné avatott Augustus tisztségeit és címeit. Ilyesmire még sohasem került sor, hiszen Augustus funkciói elvileg nem voltak örökíthetőek. Mindenesetre Tiberius már az ülés kezdetén kifejtette, hogy idősnek érzi magát a feladathoz, nem is igazán akarja ellátni, és szeretné megosztani az állam vezetését a senatusszal. A zavarodott testület végül arra hivatkozva kérte fel a feladatra, hogy enélkül működésképtelenné válna a Római Birodalom (tehát a köztársasági államrend visszaállítása fel sem merült). Az új princeps első és egyetlen uralkodóként nem fogadta el a Haza Atyja (pater patriae) címet. Az első találkozó meghatározta a későbbiek hangvételét is: Tiberius egész uralkodása alatt mintha csak összezavarni és megrémíteni akarta volna a senatori rendet azzal, hogy nem konkrét parancsokat adott, hanem csak utalt – nem egyszer igen homályosan – szándékaira. A senatori rendnek azonban fenntartotta hagyományos vezető szerepét, sőt a névleges választások háttérbe szorításával névleges súlyukat is növelte. Maga mellé húszfős senatori tanácsot szervezett, amely mindvégig segítette uralkodásában.

### Augustus politikájának továbbvitele

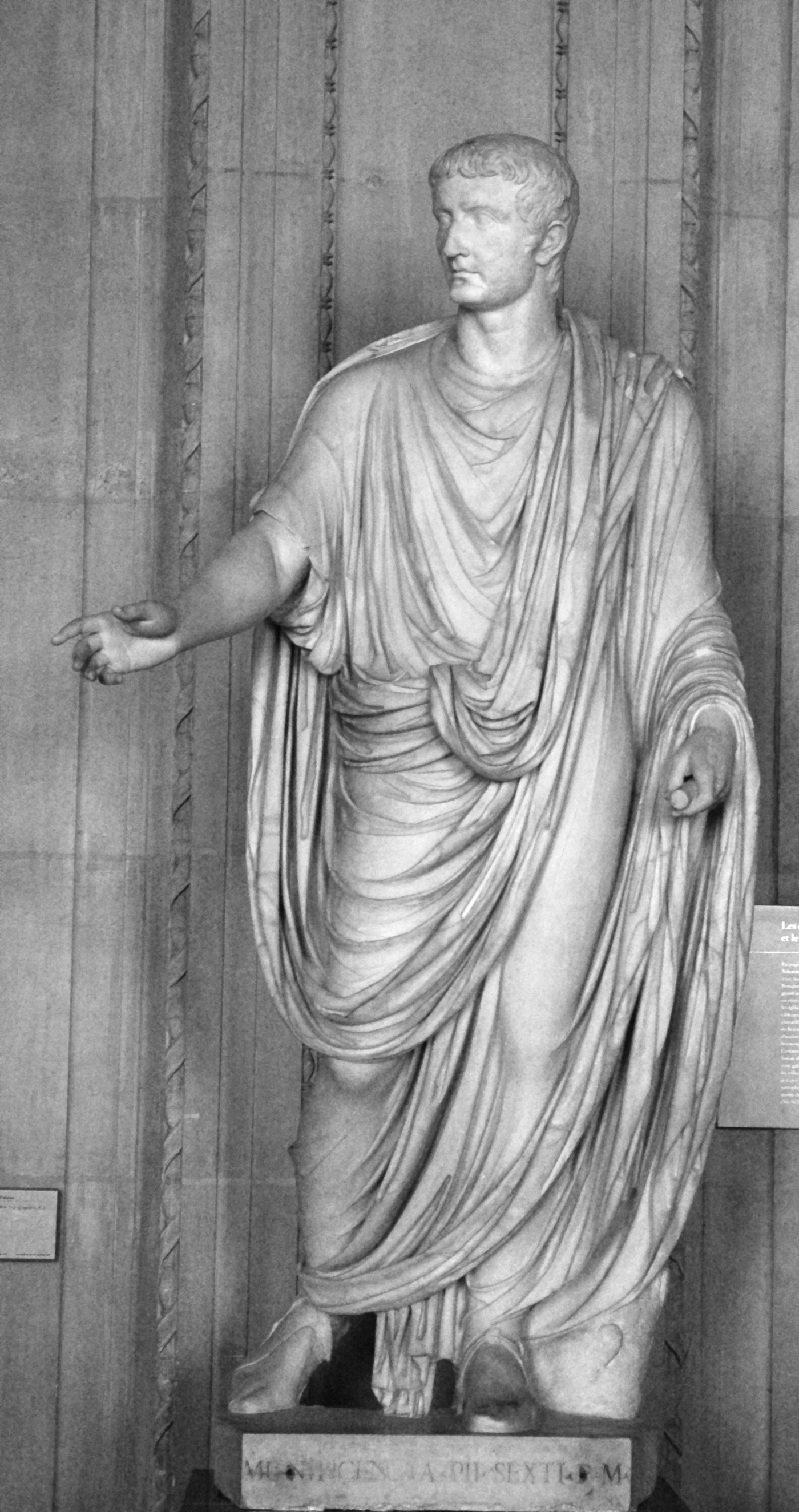
Tiberius Capri szigetén talált életnagyságú márványszobra

Tiberius uralkodására általában jellemző volt, hogy követte Augustus modelljét. Továbbra is a senatorokra és a lovagrendre támaszkodott, illetve igyekezett fenntartani Itália és római polgárok túlsúlyát mind politikai, mind gazdasági téren. Felismerte, hogy a provinciákat nem szabad kizsarolni, hanem tisztességes mértékben kell adóztatni ([scripsit] boni pastoris esse tondere pecus, non deglubere – „a jó pásztor nyírja a juhot, nem megnyúzza”), és a tartományok stabilitását azzal is biztosította, hogy a megszokottnál hosszabb, 6-7 éves időtartamra nevezett ki kormányzókat. (Mindenek oka természetesen a kelletlenség is lehetett, ráadásul általában kellemetlenül érintette a Róma ragyogásához szokott helytartókat.) A kegyvesztett kormányzók korrupcióját szigorúan büntette. Hiába a nem egyszer segítőkész provinciális politika (például 17-ben a császári kincstárból segítette meg a földrengés sújtotta kis-ázsiai városokat), a romanizáció visszafogása több felkelést eredményezett a tartományok törzsi-nemzetségi arisztokráciája körében (21-ben Iulius Sacrovir és Iulius Florus Galliában, 17-ben Tacfarinas pedig Africában robbantott ki felkelést.)
Külpolitikájában Tiberius igyekezett fenntartani a békét mind a keleti, mind a germán határon. Nagyobb hódító vállalkozásba egyik hadszíntéren sem kezdett; 17-ben például leállíttatta Germanicus fényes sikersorozatát Germaniában. Nem tudni biztosan, hogy mennyire játszott szerepet döntésében a féltékenység, de nem szabad elfelejtenünk, hogy kiválóan ismerte a hadszínteret, a katonaságot és a birodalom teherbíró képességét. Rendelkezését különben is igazolta, hogy a diplomáciai úton-módon megszerzett befolyás még uralkodása után vagy 150 éven át kiválóan működött. (A Quinctilius Varust legyőző Arminiust Maroboduus királlyal buktatta meg, végül ez utóbbit is megölette Vanniusszal, aki clienskirályságot hozott létre a Vág és a Morva között.)
21-ben összevonták az Augustus által felállított, addig szerte Itáliában állomásozó praetorianus cohorsokat Róma falai mellett álló erődben. A császári hatalom ezzel szinte leplezetlenül katonai jellegűvé vált: a praetorianus gárda bevetésre készen állt Rómában, és kívüle nem létezett katonai erő Itáliában. A praefectus praetorio kezében óriási hatalom összpontosult.

### Gyanakvás, féltékenység
Egy ideig az özvegy anyacsászárné, Livia és fia jó viszonyt ápolt egymással, az előbbi pedig nagy hatással volt fiának politikájára. 20-ban például hazaárulás vádjával ítélték el valakit, aki az anyacsászárné ellen szólt, 24-ben pedig Tiberius külön színházi ülést adományozott édesanyjának a Vesta-szüzek között. Végül azonban a korosodó princeps féltékeny és ellenséges lett Livia pozíciójával szemben. Főleg az a tudat bosszanthatta, hogy anyjának köszönhette trónját. Ezért aztán a senatusban betiltotta az Augusta cím használatát, és az Augustus által Liviának adományozott privilégiumok zömét is megvonta. Livia 86 évesen halt meg 29-ben. Tiberius ekkor már az egész közélettől megundorodott, és kegyencein keresztül irányította birodalmát a Capreae szigetén épült kéjlakából. Anyja temetésén meg sem jelent, megvétózott minden neki adott megszavazott megtiszteltetést, és még végakaratának végrehajtását is megakadályozta.
A rajnai hadszíntérről hazarendelt Germanicust 17-ben triumphusszal jutalmazták, a keleti birodalomfélre kiterjedő imperium maiust kapott és Tiberius consultársa lett, azaz gyakorlatilag társuralkodói státuszba került. 18-ban keletre ment, ahol hadi és diplomáciai sikerek után a következő évben elhunyt. Halálának körülményei gyanúsak voltak: Germanicus többször összekülönbözött Tiberius syriai helytartójával, Cnaeus Calpurnius Pisóval, emellett a császári magánprovinciába, Egyiptomba is ellátogatott. Elképzelhető hát, hogy Tiberius parancsára végeztek vele. Mindenesetre a hadvezér özvegye, idősebb Agrippina, visszahozva férjének hamvait Itáliába, a helytartót vádolta meg a nyilvánosság előtt. A senatusi per folyamán Piso nem kapott védelmet a császártól, és hamarosan holtan találták. Vagy öngyilkos lett a népharag vagy a halálos ítélet elkerülése végett, vagy – mint Tacitus állítja – a császár végeztette ki, nehogy kompromittálja.
Tiberius ekkor vér szerinti fiát, Drusust vette maga mellé, és tette örökösévé. Germanicus családjával lazultak a kapcsolatok, ám csak akkor érkezett el a szakítás, amikor a praefectus praetorio, Lucius Aelius Seianus mind nagyobb hatalomra tett szert, és maga is igényt támasztott a trónra.

### Seianus terroruralma
A lovagrendi Seianus akkor került Tiberius környezetébe, amikor elkísérte Caius Caesart keleti megbízatására 1 és 4 között. A kiváló senatusi kapcsolatokkal rendelkező, ambiciózus politikus ügyesen hízelegte be magát a császár legbelsőbb környezetébe, sőt barátságába. Így került a birodalom egyik legfontosabb pozíciójába.
A közélettől mind jobban eltávolodó és megfáradt Tiberius az idő múlásával egyre inkább kegyencére hagyta az ország ügyeinek irányítását. A praefectus kémek és besúgók rendszerét építette ki Rómában, akik a potenciálisan veszélyes arisztokraták feljelentésével és hazaárulással való megvádolásával tartották rettegésben a római vezető köröket. Az alantas feljelentgetésből maguk a senatorok és lovagok is kivették a részüket, részint azért, mert a „hazaárulók” és „felségsértők” kivégzése vagy száműzése után vagyonuk egy részére rátehették a kezüket, részint mert így akarták biztosítani helyzetüket. A római eliten belül elharapóztak a felségsértési perek (laesa maiestas), melyekben maga a senatus ítélkezett. Seianus uralma 26-ban még terrorisztikusabbá, hatalma pedig szinte totálissá vált, amikor a császár visszavonult Capreae (Capri) szigetén épült villájába, ahol szinte csak a mulatozással – és perverz vágyainak kielégítésével, mint az ókori szerzők egybehangzóan állítják – töltötte idejét, Róma ügyeit csak testőrparancsnokán keresztül, levélben bonyolította.
Seianus, aki egyre markánsabb szerepre tett szert, saját terveit kovácsolta: be akart kerülni a császári családba, nyilván azzal a szándékkal, hogy trónra kerüljön. Ehhez partnerre talált Tiberius menye, Livilla személyében, akit a szeretőjévé tett. Ketten sikeresen elérték, hogy a trónörökös Drusus és a császár között megromoljon a viszony, majd 23-ban megmérgezték Drusust. A császár nem is gyanakodott, Seianus pedig egy lépéssel közelebb került a trónhoz.
A császár, talán megérezve, hogy Seianus miféle babérokra tör, 25-ben megtiltotta, hogy összeházasodjon az özvegy Livillával. 30-ra azonban feltehetően meggyőzték, mindenesetre ekkor eljegyezte Seianust Livilla lányával, Claudia Juliával. Az új jelölt a császár unokája volt, a családi kapcsolat tehát így is létrejött. 31-ben Seianus lett Tiberius consultársa, majd miután idő előtt lemondott hivataláról, a proconsuli hatalomnak is részese lett. Október 18-án Seianust ismét a senatus színe elé rendelték, és ő felkészült rá, hogy a princepsi hatalom tribunusi részén is megosztozik vele az uralkodó. Ehelyett azonban a császári utasítás Seianus és párthíveinek pusztulását rendelte el, aminek véres leszámolás keretében szereztek érvényt. A felségsértési perek most a bukott parancsnok követőit tizedelték meg.
A rettegett praefectus praetorio bukását a princeps sógornője, ifjabb Antonia és klikkje idézte elő. Miután kiderült szerepe Drusus halálában, Livillát az anyja kezére adták, aki halálra éheztette.

### Az utolsó évek

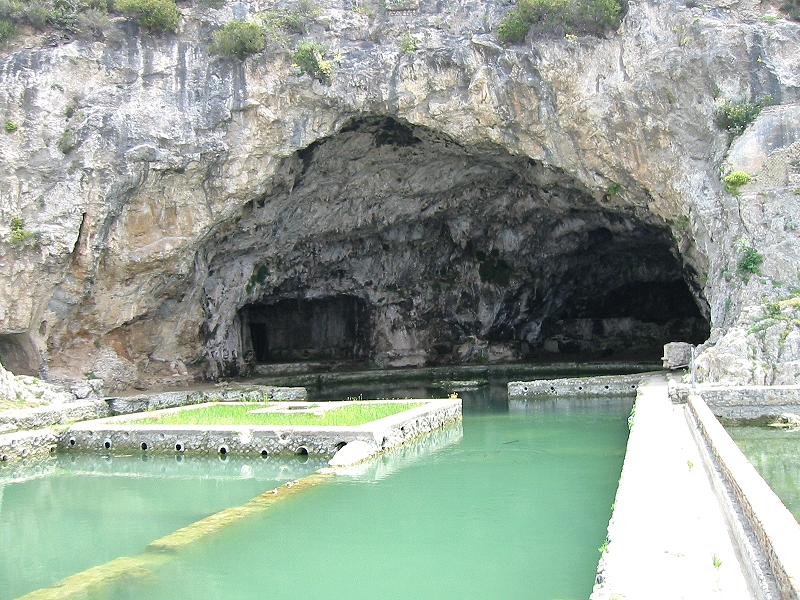
Sperlonga, Olaszország. Tiberius korának legnagyobb építészeivel emeltetett villát magának a Tirrén-tengerbe nyúló barlang felhasználásával

Seianus esete látványosan rontott Tiberius kedélyállapotán. Bizalmasa és barátja árulását nem tudta kiheverni: még jobban elszigetelte magát a közélettől, és paranoiás tüneteket kezdett mutatni. Az örökösödés biztosítása érdekében sem tett semmit. 32-ben parancsára fogták el és száműzték Germanicus két népszerű fiát, Nero és Drusus Caesart és anyjukat, Agrippinát, akiket a következő évben kivégeztetett. Így csak két lehetséges trónörökös maradt életben: Germanicus egyetlen túlélő fia, a labilis Caligula és Tiberius Gemellus, a császár fiatal unokája. (Tiberius némileg visszamaradottnak tartott unokaöccse, a szobatudós Claudius öröklése – szerencséjére – fel sem merült.) A Seianus bukásában is nagy szerepet játszó új testőrparancsnok, Naevius Sutorius Macro Caligulát támogatta, és feltehetően ez juttatta trónhoz a kezdettől beteges viselkedést mutató ifjút.
A második római császár Misenum kikötővárosában hunyt el 37. március 16-án hetvennyolc évesen, huszonhárom évnyi uralkodás után. Tiberius hibái ellenére sikeresen vitte tovább Augustus hagyatékát. Későbbi források célozgattak arra, hogy a vén, kiélt princepset Caligula és Macro fojtotta meg, azonban erre nincs bizonyíték.
Végakararatában Caligulára és Tiberius Gemellusra hagyta a birodalmat, amelyet intézkedéseivel gazdasági és külpolitikai szempontból megerősített, és amelyben mereven konzerválta Augustus rendszerét, ám mindezt azon az áron, hogy népszerűségét elvesztette mind az arisztokrata elit, mind a katonaság körében. A visszavonult, rossz hírű uralkodót a köznép is gyűlölte: jelzésértékű, hogy halála után a tudósítások szerint a Tiberium in Tiberi! (Tiberiust a Tiberisbe!) kiáltásoktól volt hangos a város. Tiberius csak Caligula határozott fellépésének köszönhette, hogy nem úgy végezte, mint a kivégzett köztörvényes bűnözők. Sőt, még a damnatio memoriae-t, az emlékének elátkozását is elkerülte – Caligula uralkodása után az övét feltehetően paradicsomi színekben látták a visszaemlékezők. Istenné avatására sosem került sor.

## Tiberius és az utókor
Tiberius nevéről egyszer emlékezik meg a Biblia újszövetségi része, Lukács evangéliumában, amikor Keresztelő Szent János ténykedéséről ír (ezek szerint a szent a császár uralkodásának 15. évében lépett fel). Minthogy azonban Jézus tevékenysége egybeesett a császár uralkodásával, az Újszövetség több „császár” utalása Tiberiust jelöli. A császár tiszteletére nevezte el Heródes Antipasz Tiberias városát a Genezáreti tó nyugati partján.
Tiberius császár alakja a Ben-Hur, a Caligula (megszemélyesítője: Peter O’Toole) és az Én, Claudius (játssza: George Baker) című filmekben ill. televíziós sorozatban is felbukkant.
Alakját regényben dolgozta fel Allan Massie (Tiberius, Elektra, Szeged, 1999.), amely a császár fiktív emlékiratai alapján számol be Tiberiusnak nemcsak uralkodásáról, de gyermek- és ifjúkoráról, mindenekelőtt azonban Róma történetének Krisztus születése körüli évtizedeiről. A könyv annyival értékesebb, információdúsabb az átlagos történelmi regényeknél, hogy a szerző kitűnően ismeri a kort, és a regényesség kedvéért sem igen kalandozik el a romantikus fikciók világába. Tiberius és korának egyik legismertebb feldolgozása Robert Graves talán leghíresebb regényében az Én, Claudius-ban történik meg, ami alapján az előbb már hivatkozott angol film is készült.